# 佐藤鋼次郎
佐藤 鋼次郎（さとう こうじろう、1862年5月7日（文久2年4月9日）- 1923年（大正12年）9月18日）は、日本の陸軍軍人、軍事評論家。陸士旧8期。最終階級は陸軍中将。
長男の佐藤鉄馬（陸士24期）は陸軍砲兵大佐。

## 生涯
尾張藩士・佐藤金左衛門の長男。陸軍士官学校（旧8期）を卒業し、明治19年（1886年）に陸軍砲兵少尉に任官した。陸士同期生には田中義一（第26代総理）、山梨半造（陸相）などがいる。
明治26年（1893年）から2年間、ドイツに留学。以後は陸大卒業者と同等の扱い（「陸軍大学校#陸大卒業者と同等に扱われた者」を参照）。明治28年（1895年）に帰朝し、陸軍砲兵大尉・占領地総督部砲兵部副官として日清戦争に出征。明治29年（1896年）から2年間、ドイツに駐在。
明治37年（1904年）に陸軍砲兵中佐・第3軍（司令官：乃木希典大将）攻城砲兵司令部員として日露戦争に出征し、旅順攻囲戦に参加。旅順攻囲戦についての詳細な手記『日露戦争秘史：旅順を落とすまで』（あけぼの社、1924年）を遺している。同じく明治37年、陸軍砲兵大佐に進級して重砲兵第5連隊長。
旅順要塞参謀長、下関要塞砲兵連隊長などを経て、明治45年（1912年）に陸軍少将に進級し、技術審査官、清国駐屯軍司令官などを務めた。大正3年（1914年）8月から大正6年（1917年）8月まで重砲兵監を務め、大正5年8月に陸軍中将に進級し、大正6年（1917年）12月に予備役に編入された。
予備役編入後は、軍事評論家として活動して12冊の著書を上梓した。大正12年（1922年）9月1日の関東大震災の直後、同年9月18日に病死。享年62。墓所は多磨霊園(2-1-4-13)

## 栄典
位階
- 1886年（明治19年）11月27日 - 正八位[3]
- 1891年（明治24年）12月28日 - 従七位[4]
- 1904年（明治37年）12月16日 - 従五位[5]
- 1910年（明治43年）2月21日 - 正五位[6]
- 1915年（大正4年）3月20日 - 従四位[7]
- 1917年（大正6年）12月28日 - 正四位[8]

勲章
- 1914年（大正3年）11月30日 - 勲二等瑞宝章[9]